# Hanumanahalli, Arsikere
Hanumanahalli là một làng thuộc tehsil Arsikere, huyện Hassan, bang Karnataka, Ấn Độ.